# Episodi di Wonderfalls
La Fox mandò in onda alcuni episodi fuori sequenza, anche se gli episodi erano stati prodotti in un ordine diverso rispetto a quanto previsto dal canale televisivo.
| nº | nº DVD | Titolo originale | Titolo italiano                  | Prima TV USA     | Prima TV Italia   |
| -- | ------ | ---------------- | -------------------------------- | ---------------- | ----------------- |
| 1  | 1      | Wax Lion         | Magia tra gli scaffali           | 12 marzo 2004    | 8 settembre 2005  |
| 2  | 3      | Karma Chameleon  | Una sosia perfetta               | 19 marzo 2004    | 8 settembre 2005  |
| 3  | 4      | Wound-Up Penguin | Un incontro importante           | 26 marzo 2004    | 15 settembre 2005 |
| 4  | 2      | Pink Flamingos   | La mia cara amica Gretchen Speck | 1º aprile 2004   | 15 settembre 2005 |
| 5  | 5      | Crime Dog        | Fuga pericolosa                  | 23 luglio 2004   | 22 settembre 2005 |
| 6  | 7      | Barrel Bear      | La donna nel barile              | 27 ottobre 2004  | 22 settembre 2005 |
| 7  | 6      | Muffin Buffalo   | Un amore impossibile             | 23 luglio 2004   | 29 settembre 2005 |
| 8  | 8      | Lovesick Ass     | Pat il grasso                    | 3 novembre 2004  | 29 settembre 2005 |
| 9  | 9      | Safety Canary    | Alla ricerca dell'amore          | 17 novembre 2004 | 6 ottobre 2005    |
| 10 | 10     | Lying Pig        | Il ritorno di Heidi              | 25 luglio 2004   | 6 ottobre 2005    |
| 11 | 11     | Cocktail Bunny   | Salvataggio d'amore              | 25 luglio 2004   | 13 ottobre 2005   |
| 12 | 12     | Totem Mole       | Il predestinato                  | 8 dicembre 2004  | 13 ottobre 2005   |
| 13 | 13     | Caged Bird       | Un cuore da donare               | 15 dicembre 2004 | 13 ottobre 2005   |